# Poecilogale albinucha
La comadreja rayada africana (Poecilogale albinucha) es una especie de mamífero mustélido, el único miembro del género Poecilogale.

## Distribución geográfica
Es nativo del África subsahariana: Sudáfrica, Zambia, Zimbabue, República del Congo, Tanzania, Angola, Botsuana, Burundi, Malaui, Mozambique, Namibia, Kenia, Ruanda, Uganda, República Democrática del Congo, Zambia y Zimbabue.

## Descripción

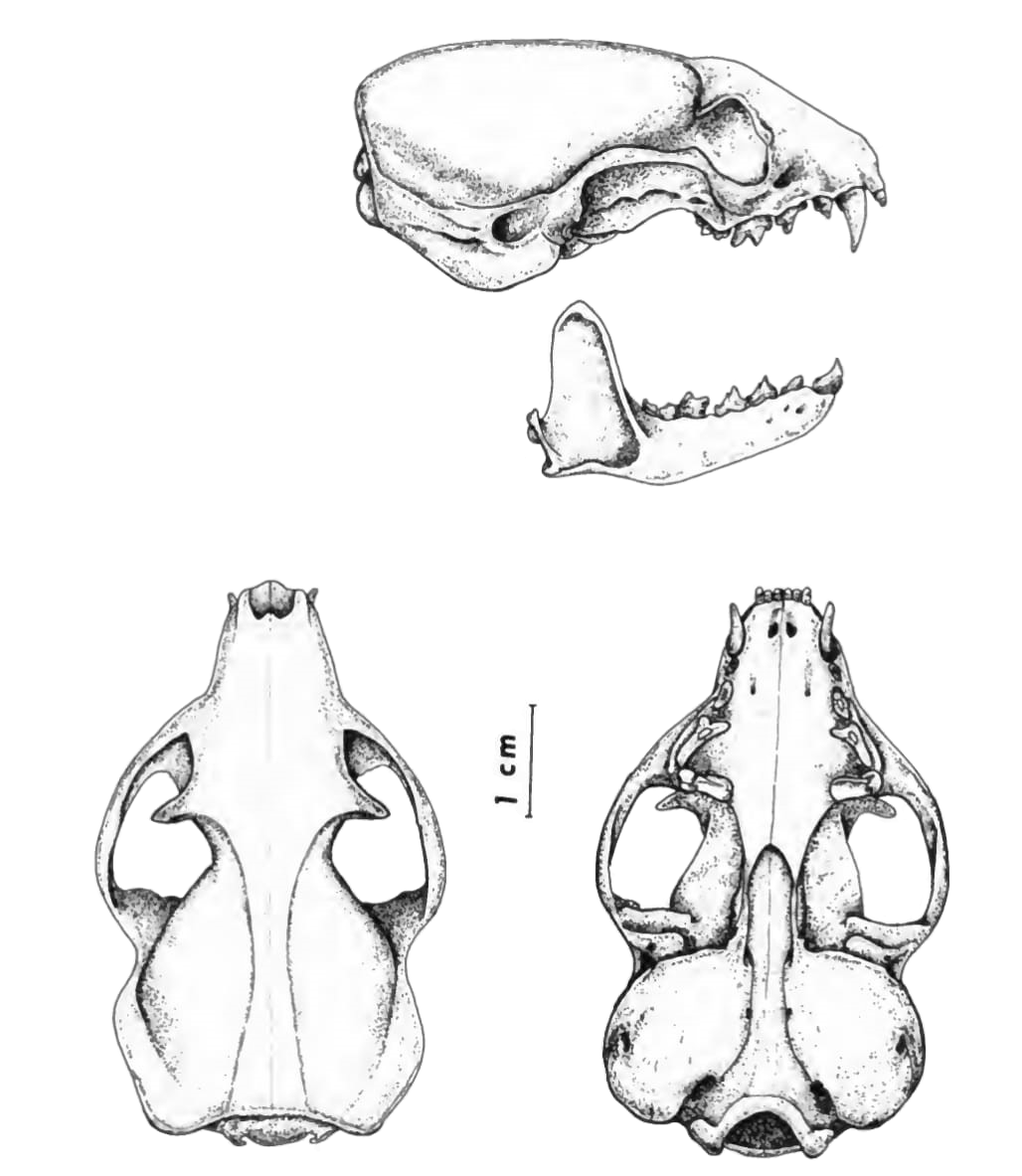
Cráneo.

Es una comadreja pequeña de color blanco y negro. Es muy semejante a la zorrilla común (Ictonyx striatus), pero es mucho más delgado y de pelaje más corto. Sobre un fondo negro, la cola es de color blanco y tiene cuatro rayas blancas que le recorren la espalda. Tiene 50 centímetros de longitud en promedio, incluyendo la cola de 6 de 20 centímetros.

## Hábitat
La especie vive en bosques, pantanos y praderas. Es un cazador de hábitos nocturnos de mamíferos pequeños, aves tales como la apalis pechigualdo (Apalis flavida) y la eremomela ventrigualda (Eremomela icteropygialis)  y reptiles. La especie mata a sus presas vapuleándola con su propio cuerpo, haciendo uso de su cuerpo esbelto y musculoso para aturdir y desgarrar su presa. En ocasiones almacena sus presas en la madriguera en lugar de consumirla de inmediato. Como las mofetas y tejones excreta un fluido maloliente procedente de sus glándulas anales cuando se siente amenazado. Esta comadreja es por lo general solitaria, pero se han encontrado individuos compartiendo madriguera.